# Смертельное оружие 2
«Смертельное оружие 2» (англ. Lethal Weapon 2) — художественный фильм Ричарда Доннера, снятый в США в 1989 году.

## Сюжет
Детективы Мартин Риггс (Мел Гибсон) и Роджер Мерта (Дэнни Гловер) ведут преследование двух машин с подозреваемыми, пока их сослуживцы делают на них ставки, в ходе погони они нагоняют одну из машин, она перевернулась, водитель сбежал, но багажник оказывается полон золотых крюгеррандов. По прибытии в участок Риггс на спор снимает с себя смирительную рубашку, вытаскивая при этом руку из сустава, а затем вправляя её, и сообщает о том, что сегодня дебют дочери Мерта на телеэкране. Роджер строит себе новый гараж на две машины, после чего он и его семья собираются у телевизора, чтобы посмотреть актёрский дебют его дочери, оказавшийся рекламой презервативов.
Водителя, потерявшего машину, полную золотых крюгеррандов, убивают во время его отчёта начальству. А ночью в дом Мерта проникают люди в масках, связывают его и жену, и предупреждают его о том, что может случиться с его детьми, если он не перестанет совать свой нос куда не следует. Утром Риггс и Мерта получают новое задание, они приставлены охранять важного свидетеля по имени Лео Гетс (Джо Пеши), он должен давать показания через два дня. Не успевают они войти и познакомиться с ним, как на него совершает покушение переодетый в официанта убийца, и вылетает из окна вместе с Лео и Риггсом. Убийца сумел сбежать, Риггс и Мерта узнают, что их свидетель отмыл полмиллиарда долларов для наркоторговцев.
Лео рассказывает им схему, по которой отмывал деньги, и говорит, что имел дело только с курьерами, но позже вспоминает дом на сваях, в который его возили. Через некоторое время дом найден, он стоит на склоне холма, в нём детективы видят людей, пересчитывающих наличность, и среди прочих узнают убийцу, бежавшего из отеля. Риггс догоняет убийцу в погоне на автомобилях, но тот погибает от удара доски для сёрфинга. Дом оказывается резиденцией дипломата, а все его обитатели имеют дипломатическую неприкосновенность. При этом они являются сторонниками апартеида и не скрывают своих расистских взглядов. Там Риггс встречает очаровательную секретаршу посольства.
Риггс начинает преследовать дипломата из ЮАР, изучая всю его деятельность, и то и дело попадаясь ему на глаза, пока ему не сообщают о том, что Мерта не вышел на работу и не отвечает на звонки. Прибыв к Мерта, Риггс обнаруживает его сидящим на унитазе, который заминировали. В ходе длительной подготовки удалось спасти жизнь Мерта, но не избежать взрыва. Лео и Мерта прибывают в посольство и затевают скандал, отвлекая внимание охраны. Риггс тем временем сталкивается с представителями посольства. Немного повздорив, он разбивает огромный аквариум и вновь встречает секретаршу посольства, мисс Рику Ван Ден Хаас (Пэтси Кенсит). На Мерта нападают в его гараже и забирают Лео, но он, благодаря видеозаписи своего дня рождения, узнает название судна с листка дипломата.
Рика отправляется в магазин за покупками, где её находит Риггс и приглашает на ужин. В это время один за другим начинают гибнуть полицейские, причастные к делу о крюгеррандах. Рика и Риггс просыпаются среди ночи из-за лая собаки, они едва успевают одеться, как дом обстреливают с вертолётов. К счастью, Риггсу удаётся отстреляться и увести Рику, но он привозит её домой, где их уже ждут. Очнувшись, Риггс обнаруживает себя на пристани, где поверенный дипломата сообщает ему, что он тот самый человек, который убил его жену по ошибке, пытаясь убить его несколько лет назад. Риггса сбрасывают в воду в смирительной рубашке, он без труда снимает её, видит на дне Рику. Он убивает двух служащих посольства и бредёт с её телом на руках.
Риггс приезжает к дому на сваях вместе с Мерта, там в это время пытают Лео. Благодаря лебёдке Риггс опрокидывает дом, а Мерта освобождает Лео. Детективы едут на пристань, где видят судно и контейнер, готовый к погрузке, с охраной. В контейнере оказываются миллионы долларов и машина с золотом. Их запирают внутри контейнера, но они выбивают двери при помощи машины, рассеяв деньги по воздуху. В перестрелке Риггс мстит убийце его жены, раня его ножом и убивая сброшенным контейнером. Его ранит дипломат, которого убивает Мерта.

## В ролях
| Актёр              | Роль                  |
| ------------------ | --------------------- |
| Мел Гибсон         | Мартин Риггс          |
| Дэнни Гловер       | Роджер Мерта́          |
| Джо Пеши           | Лео Гетс              |
| Джосс Экленд       | Арьен Радд            |
| Деррик О'Коннор    | Питер Форштедт        |
| Пэтси Кенсит       | Рика Ван Ден Хаас     |
| Мэри Эллен Трейнор | доктор Стефани Вудс   |
| Дарлин Лав         | Триш Мерта            |
| Трэйси Вульф       | Райан Мерта           |
| Стив Каан          | капитан Эд Мерфи      |
| Дженетт Голдстин   | детектив Меган Шапиро |
| Дин Норрис         | детектив Тим Кэ́вена   |
| Марк Ролстон       | Ханс                  |

## Премии и награды
- Номинация на «Оскар» в 1990 году за «Лучший монтаж звука»
- Премия «BMI Film Music Award» в 1990 году за «Лучшую музыку к фильму»